# 大丹貝克湖

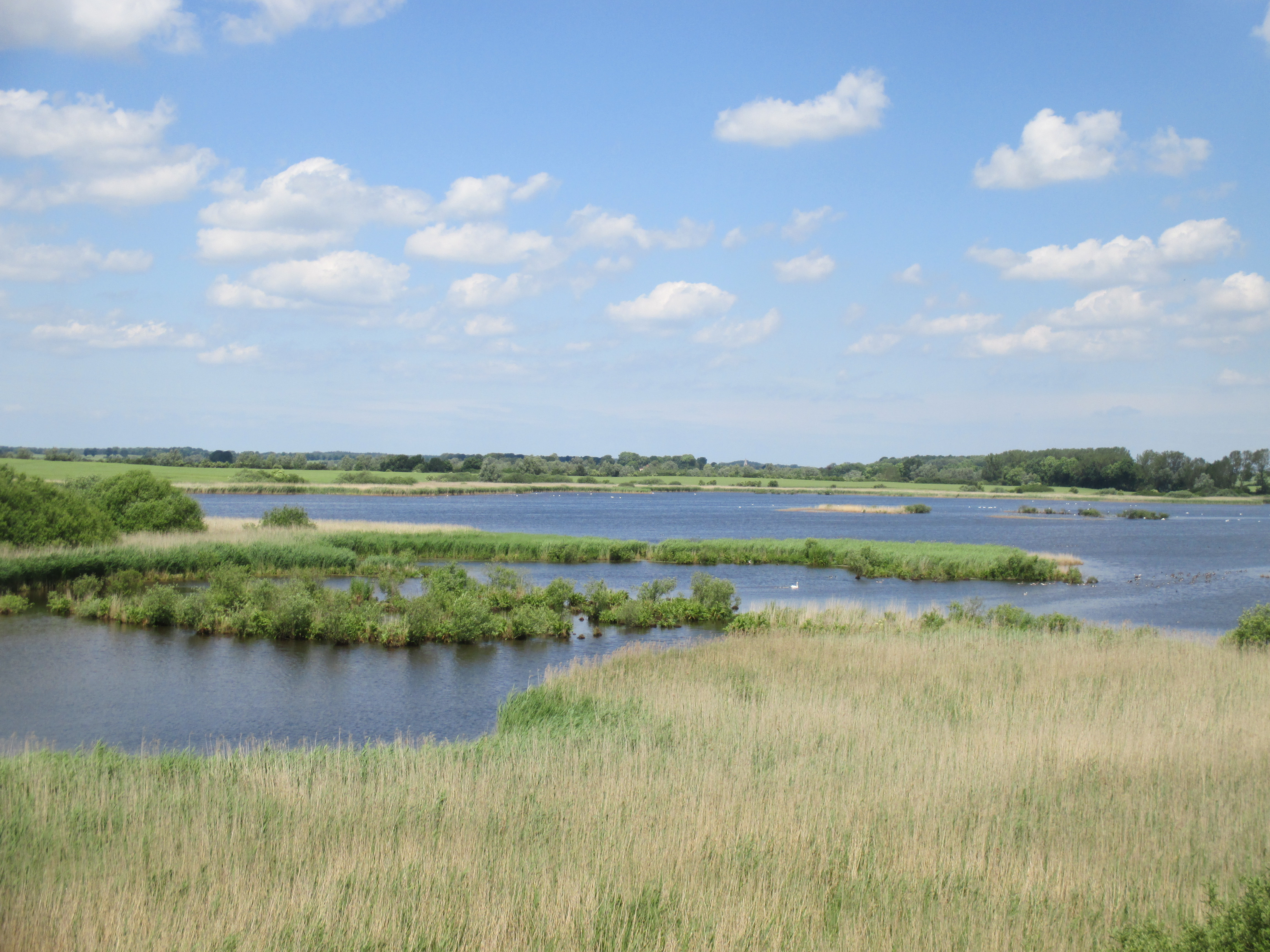

53°46′51″N 11°23′31″E / 53.78083°N 11.39194°E
大丹貝克湖（德語：Großer Dambecker See），是德國的湖泊，位於該國東北部，由梅克倫堡-前波美拉尼亞州負責管轄，處於西北梅克倫堡縣，長2公里、寬0.9公里，面積0.9平方公里，海拔高度52米，平均水深0.8米，最大水深2.1米，水體容量71萬立方米。